# Luneta (fortifikacija)
V fortifikaciji je bila luneta ali zaslon izvorno zgradba v obliki polmeseca. Kasneje je postala V-oblike s kratkimi boki, v obliki podobni bastijonu, ki stoji sama, brez kurtin na obeh straneh. Jarek pred glavno trdnjavo je bil na splošno odprt. 
Luneta je samostojna utrdba, ki je v tlorisu podobna bastijonu. Zadnja stran lunete, grlo, je lahko odprto ali zavarovano z zidom, ki je palisada ali nizek zemeljski nasip. Napredne lunete so pogosto zaščitene s prehodom na zunanje obzidje trdnjave. Vendar je zgrajena kot samostojna utrdbe, ki je popolnoma ločen od obzidja.

## Primeri
Eden pomembnih zgodovinskih primerov lunete je bil uporabljen v bitki pri Alamu v San Antonu, v marcu leta 1836. 
Še en primer so bili Bagration flèches, zgodovinski obrambni sistem v bitki pri Borodinu, leta 1812.
V Nemčiji primer lunete v citadeli Petersberg v Erfurtu. V Kölnu so še vedno dokumentirani deli lunet nekdanje trdnjave. V trdnjavi Landau je bil sistem 17 lunet povezan s predorom; luneta št. 41 "Alexander" s tour d'arcon je obnovljena. 